# 10 racks (Esko)
10 racks is een lied van de Nederlandse producer en rapper Esko in samenwerking met de Nederlandse rappers Jack, Yssi SB en Josylvio. Het werd in 2022 als single uitgebracht.

## Achtergrond
10 racks is geschreven door Dylan Klomp, Joost Theo Sylvio Yussef Abdel Galil Dowib, Stacey Walroud, Thijs van Egmond en Ychano Hunt en geproduceerd door Thez. Het is een nummer dat past in de genres nederhop en trap. In het lied rappen en zingen de artiesten over het hebben van veel geld en hoe ze dat uitgeven.
Het is de eerste keer dat de vier tegelijkertijd op een lied te horen zijn. Wel werd er al onderling samengewerkt. Esko en Jack deden dit op Platzak. Met Josylvio had Esko vele hits: Hey meisje, Dichterbij, Bye, bye, bye, Leugens, Breng mij terug en Flamboyant. Jack, Yssie SB en Josylvio werkten samen op de remixversie van Paper zien. Met enkel Josylvio stond Jack daarnaast ook nog op het nummer Liegen. Ten slotte hadden Josylvio en Yssi SB ook nog met elkaar samengewerkt op Cash machine.

## Hitnoteringen
De artiesten hadden bescheiden succes met het lied in Nederland. Het stond op de 55e plaats van de Single Top 100 in de enige week dat het in deze hitlijst te vinden was. De Top 40 en haar Tipparade werden niet bereikt.